# Scenedesmus
Scenedesmus é um género de algas da família Scenedesmaceae. São algas coloniais e não móveis.

## Taxonomia
Actualmente existem 74 espécies deste género que são aceites. Adicionalmente, vários subgéneros têm sido identificados, mas estes variam de acordo com a fonte.
Hegewald denota Acutodesmus, Desmodesmus, e Scenedesmus como as três principais categorias. Acutodesmus é caracterizado por ter pólos celulares agudos, enquanto que Desmodesmus e Scenedesmus têm pólos celulares obtusos/truncados (diferenciados pela presença ou ausência de espinhos, respectivamente). Registos fósseis datam o Scenedesmus há entre 70 e 100 milhões de anos, sendo o Desmodesmus suspeito de ser o mais recente destes grupos.

## Galeria

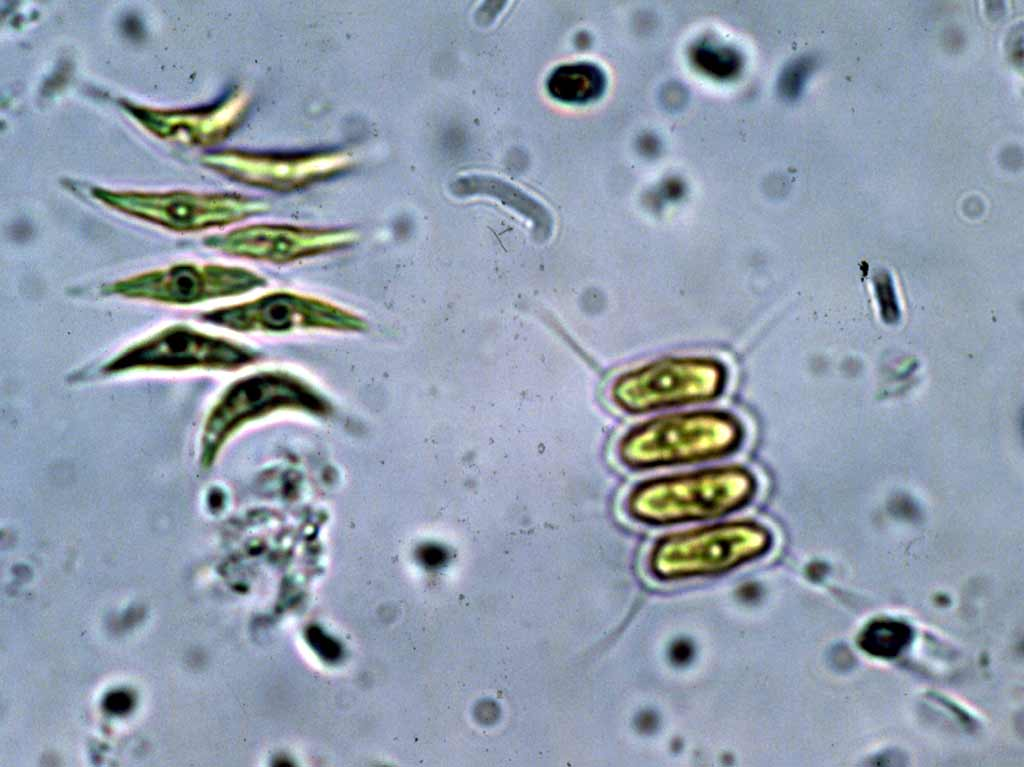
Scenedesmus quadricauda
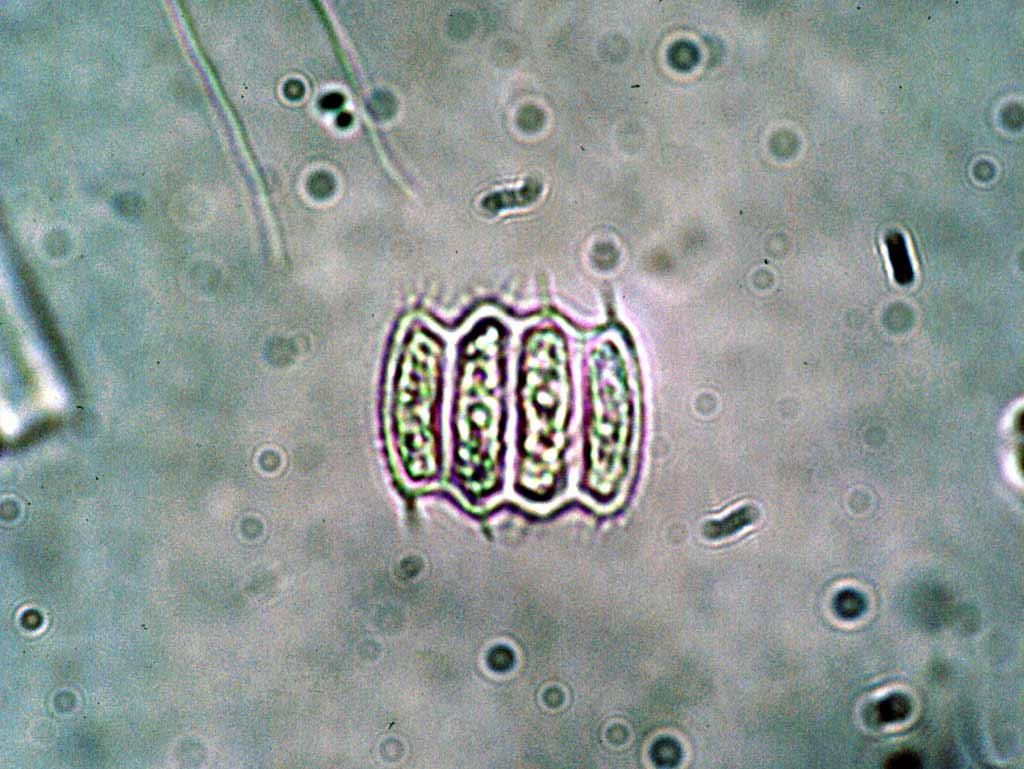
Scenedesmus brasiliensis
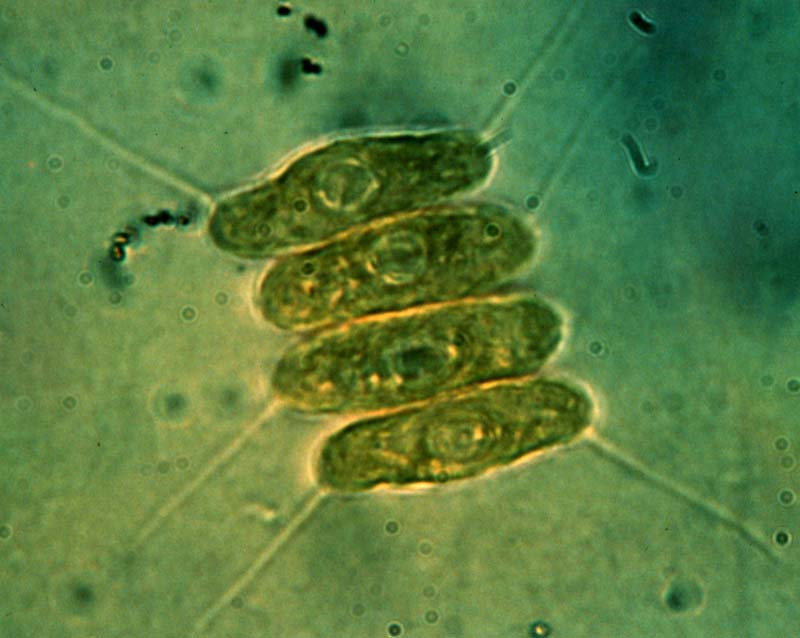
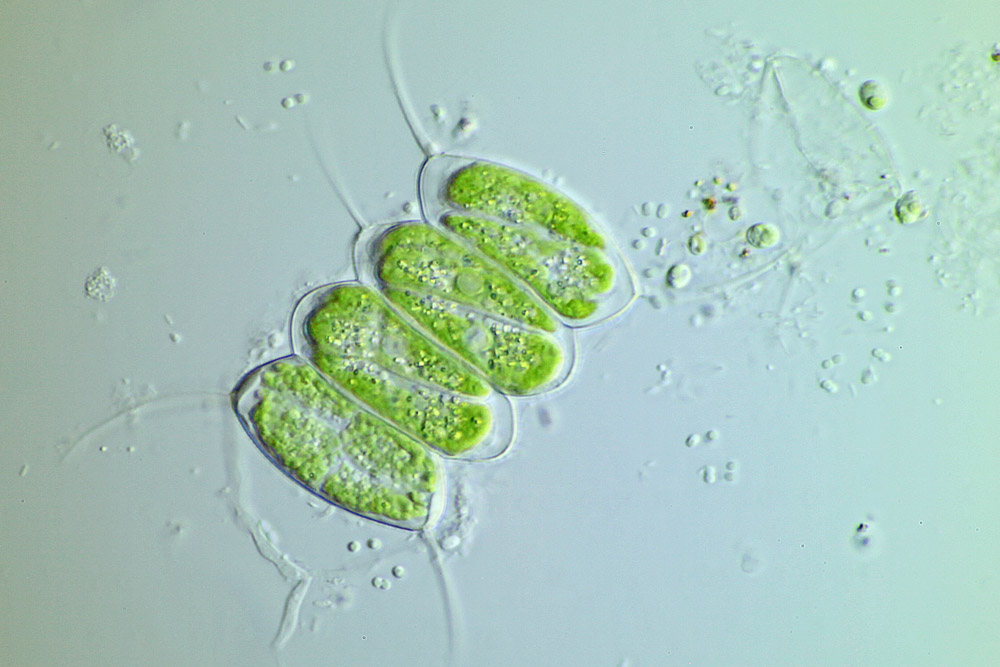
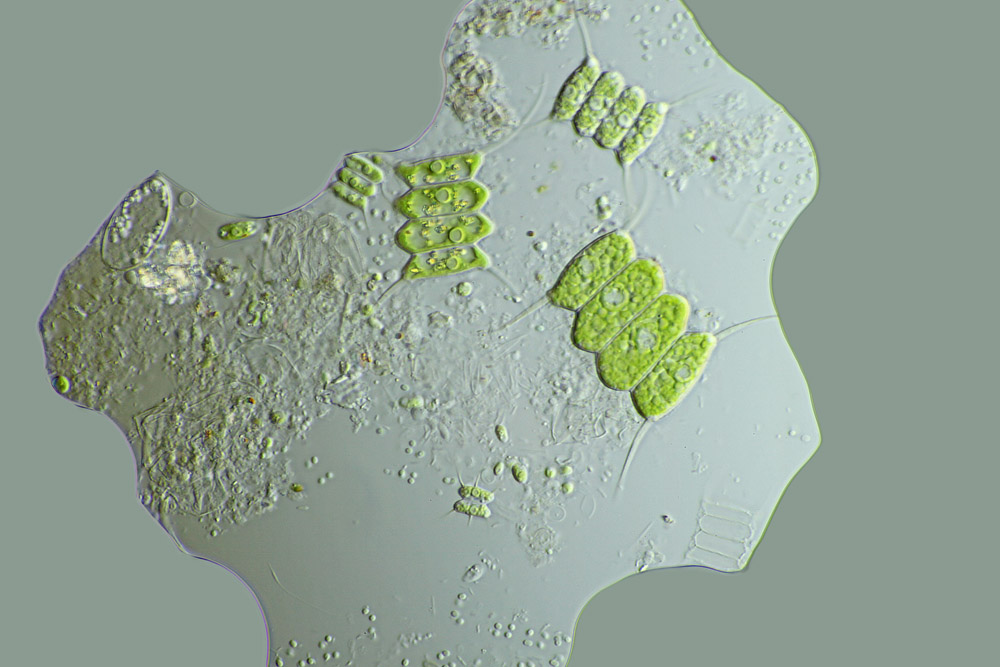